# Zwitserland op het Eurovisiesongfestival 1986
Zwitserland nam deel aan het  Eurovisiesongfestival 1986, gehouden in Bergen, Noorwegen. Het was de 31ste deelname van het land.

## Selectieprocedure
Men koos ervoor om een nationale finale te houden. Deze vond plaats in de studio's van DRS in Zürich, en werd gepresenteerd door Paola del Medico.
Aan deze finale deden 9 acts mee en de winnaar werd bepaald door 3 regionale jury's, een persjury en een vakjury.
| Volgorde | Artiest                             | Lied                        | Punten | Plaats |
| -------- | ----------------------------------- | --------------------------- | ------ | ------ |
| 1        | Scarlet Chessex                     | "Fou d'amour pour toujours" | 33     | 3de    |
| 2        | Nöggi                               | "Verschänk doch dini Liebi" | 11     | 9de    |
| 3        | Simonetta                           | "Un amore come una fiaba"   | 18     | 6de    |
| 4        | Test                                | "Generation liberté"        | 27     | 5de    |
| 5        | Linard Bardill and Shefali Banerjee | "Tragnölin"                 | 30     | 4de    |
| 6        | Gruppo Pocafera                     | "Iside"                     | 14     | 7de    |
| 7        | Lily Lilas                          | "Lily Lilas"                | 14     | 7de    |
| 8        | Paolo Monte                         | "Amore mio"                 | 35     | 2de    |
| 9        | Daniela Simmons                     | "Pas pour moi"              | 48     | 1ste   |

## In Bergen
Zwitserland moest als tiende aantreden op het festival, net na Spanje en voor Israël. Op het einde van de puntentelling bleek dat ze 140 punten hadden verzameld, goed voor een 2de plaats.
Men ontving ook 5 keer het maximum van de punten.
Nederland  en België hadden 12 punten over voor de Zwitserse inzending.

### Gekregen punten

#### Finale
| 12 punten                                          | 10 punten                          | 8 punten  | 7 punten              | 6 punten      |
| -------------------------------------------------- | ---------------------------------- | --------- | --------------------- | ------------- |
| - België - Israël - Luxemburg - Nederland - Zweden | - Ierland - Portugal - Turkije     |           | - Finland - Frankrijk | - Joegoslavië |
| 5 punten                                           | 4 punten                           | 3 punten  | 2 punten              | 1 punt        |
| - Cyprus - Noorwegen - Verenigd Koninkrijk         | - Denemarken - Oostenrijk - Spanje | - IJsland |                       |               |

### Punten gegeven door Zwitserland

#### Finale
Punten gegeven in de finale:
| 12 punten | Zweden              |
| 10 punten | België              |
| 8 punten  | Turkije             |
| 7 punten  | Frankrijk           |
| 6 punten  | Noorwegen           |
| 5 punten  | Israël              |
| 4 punten  | Verenigd Koninkrijk |
| 3 punten  | Denemarken          |
| 2 punten  | Luxemburg           |
| 1 punt    | Spanje              |

1956 · 1957 · 1958 · 1959 · 1960 · 1961 · 1962 · 1963 · 1964 · 1965 · 1966 · 1967 · 1968 · 1969 · 1970 · 1971 · 1972 · 1973 · 1974 · 1975 · 1976 · 1977 · 1978 · 1979 · 1980 · 1981 · 1982 · 1983 · 1984 · 1985 · 1986 · 1987 · 1988 · 1989 · 1990 · 1991 · 1992 · 1993 · 1994 · 1995 · 1996 · 1997 · 1998 · 1999 · 2000 · 2001 · 2002 · 2003 · 2004 · 2005 · 2006 · 2007 · 2008 · 2009 · 2010 · 2011 · 2012 · 2013 · 2014 · 2015 · 2016 · 2017 · 2018 · 2019 · 2020 · 2021 · 2022 · 2023 · 2024 · 2025